# Сфинктер Бузи
Сфинктер Бузи (синонимы: колоцекальный Сфинктер Бузи, слепокишечновосходящий сфинктер; лат. sphincter ileocaecalis proximalis) — сфинктер, расположенный на границе между слепой и восходящей ободочной кишкой. Представляет собой циркулярный пучок волокон гладких мышц. Имеет вид вырезки или глубокой циркулярной борозды в месте соединения перечисленных отделов толстой кишки. Обнаружен рентгенологически.
Сфинктер при эндоскопических исследованиях наблюдается не часто (приблизительно в 5 % случаев). Может иметь полулунную или лепестковую форму.

## Этимология
Сфинктер назван в честь немецкого патолога Отто Буссе (нем. Otto Busse; 1867—1922).